# 上虞文庙
上虞文庙位于中国浙江省绍兴市上虞区丰惠镇（原上虞县城）东大街1号，始建于北宋庆历四年（1044），民国三十四年（1945）6月底至9月底曾作为上虞县民主政府使用。建筑曾长期作为上虞人民医院丰惠分院使用，现已闲置。
文庙布局原前庙后学，其中轴线上依次为万仞宫墙、棂星门（左中右各一座，共三座，两侧又各有石牌坊一座，东为都宪坊，西为会魁坊）、泮池、大成门五间（其东西分别为文官厅、武官厅各一间，外有东西厢屋各六间，东为得入门、名宦祠，西为孝义祠、乡贤祠，各三间）、大成殿五间（前有东西庑各五间）、明伦堂三间和尊经阁三间两层（图）。今建筑尚存泮池、大成殿及碑刻数块，泮池上架有三孔平板石桥，大成殿为重檐歇山顶。